# 200 هـ
200 هـ هي سنة في التقويم الهجري امتدت مقابلةً في التقويم الميلادي بين سنتي 815 و816.

## أحداث
- «السماء والعالم» أول كتب لأرسطو يترجم إلى العربية من قبل يوحنا البطريق بدعم من الخليفة المأمون.
- ثورة إبراهيم بن موسى بن جعفر باليمن
- ثورة محمد بن جعفر العلوي في مكة
- خروج زيد بن موسى بن جعفر (زيد النار) في البصرة على المأمون
- خروج محمد بن الإمام جعفر الصادق على المأمون ولكنّه استسلم وارسل إلى المأمون[5].
- 25 ذي القعدة - خروج الامام الرضا من المدينة إلى خراسان

## مواليد
- أبو جعفر هارون الواثق بالله تاسع الخلفاء العباسيين في العراق.
- خفاجة بن سفيان قائد أغلبي وأمير صقلية
- مروان بن محمد أبو الشمقمق شاعر هجاء بخاري الأصل من موالي بني أمية.
- داود بن علي الظاهري، مؤسس وإمام أهل الظاهر.
- أبان اللاحقي
- بكر بن حماد
- ثعلب النحوي
- سهل التستري

## وفيات
- زيد بن كثوة التميمي من رواة الأدب من أهل البصرة
- أبو الشمقمق
- أبو زياد الكلابي
- ابن أبي فديك
- الفارعة الشيبانية
- أبو السرايا الشيباني
- الفضل الرقاشي
- عبد الوهاب القيسي
- معاذ بن هشام
- يحيى بن البطريق
- يحيى بن سلام
- معروف الكرخي أحد سادات الصوفية في بغداد
- جابر بن حيان (روايات تاريخ الوفاة مختلف بها)
- أبان عبد الحميد اللاحقي عالم إسلامي
- ابن الفقيه مؤلف كتاب البلدان
- أبان الأحمر، مؤلف كتاب المغازي